# Soziographisches Institut
Das Soziographische Institut an der Johann Wolfgang Goethe-Universität Frankfurt am Main wurde 1943 gegründet. Es ist aus einem Forschungsauftrag durch die Reichsarbeitsgemeinschaft für Raumforschung hervorgegangen (vergeben 1940, gemeinsam mit dem Reichsnährstand). Langjähriger Direktor war Ludwig Neundörfer. An der Gründung des Instituts war auch Wilhelm Polligkeit, der ehemalige Vorsitzende des Deutschen Vereins für öffentliche und private Fürsorge beteiligt. Beim Reichsnährstand war besonders der Agrarplaner Friedrich Kann an dieser Form der Soziographie interessiert und half bei der weiteren Förderung der empirischen Arbeiten.
Das Institut entstand vor allem aufgrund der Bedeutung dieser Soziographie für den Reichsnährstand und für die Reichsstelle für Raumordnung. Die Auftragsarbeit war mit der Siedlungsplanung (Pläne für eine Agrarstrukturreform im 'Altreich' ) verknüpft. Die Untersuchung umfasste 4.500 sogenannte Richtgemeinden mit rund 1,4 Millionen Haushalten. Ihre Methode war neuartig, wurde aber im Sinne der Ziele des Regimes eingesetzt. Mehrere hunderttausend Reichsmark flossen Neundörfer zur Finanzierung dieser Untersuchungen zwischen 1940 und 1944 zu. Die Soziographie von Neundörfer ist ein herausragendes Beispiel für die Existenz empirischer Soziologie im Nationalsozialismus. Die Soziographie des Instituts war im NS-Staat stark mit Wiederaufbau- (ab 1944), Flächennutzungs- und Raumordnungsplanungen verschränkt.
Nach dem Zweiten Weltkrieg übernahm das von Neundörfer geleitete Institut immer mehr Aufgaben im Bereich der Sozialfürsorge und der Sozialpolitik. Neundörfer arbeitete intensiv mit dem wieder begründeten Deutschen Verein und Wilhelm Polligkeit zusammen. 1951 wurde ein Plan zur Eingliederung der Flüchtlinge erarbeitet. Neundörfer suchte auch wieder die Zusammenarbeit mit der sich neu aufstellenden Raumforschung (z. B. mit dem Bad Godesberger Institut für Raumforschung, gegründet 1949) und war auch an der Entwicklung des sogenannten Schlüchtern-Plans beteiligt (Vorläufer des Hessenplans).
Besonderen Einfluss auf die Sozialreformen der 1950er und 1960er Jahre erlangte die auf Anregung des Bundeskanzlers Konrad Adenauer zusammen mit Hans Achinger, Joseph Höffner und Hans Muthesius erstellte Denkschrift zur Neuordnung der sozialen Leistungen (Rothenfelser Denkschrift) (1955) und die mit Hans Achinger, Walter Bogs, Helmut Meinhold und Wilfrid Schreiber erarbeitete „Sozialenquete“ (1965). Das Soziographische Institut diente für beide Gutachten als „Evidenzbüro“ zur Sammlung des statistischen Materials und der sonstigen notwendigen Unterlagen. Die Denkschrift von 1955 war wegweisend bei der Rentenreform von 1957. Da Ludwig Neundörfer als Berater in mehreren wissenschaftlichen Beiräten von Bundesministerien und sonstiger staatlicher und nichtstaatlicher Organisationen (z. B. Deutscher Verein für öffentliche und private Fürsorge, Hamburger Akademie für Bevölkerungswissenschaft) tätig war, kamen auf das Institut eine Fülle von Aufgaben im Rahmen der Sozial-, Familien-, Wohnungsbaupolitik zu. Von dem Institut wurde auch der „Atlas sozialökomischer Regionen Europas“ erstellt, bei dem die Perspektiven der Forschung auf Europa ausgedehnt wurden. Der Atlas verarbeitet Daten zur Sozial-, Bevölkerungs- und Wirtschaftsstruktur sowie zu den medizinischen Leistungen in allen westeuropäischen Ländern.
Nach dem Tod von Neundörfer wurde das Institut aufgehoben.
Bei dem Soziographischen Institut haben außer Ludwig Neundörfer u. a. die Soziologen Manfred Hermanns, Klaus Kippert, Carl Jantke, Walter Menges, Karl Demeter und Osmund Schreuder zeitweilig gearbeitet. Auch die Juristin Hilde Eiserhardt war dort tätig.

## Schriften im Rahmen soziographischer Forschung (Auswahl)
- Ludwig Neundörfer: „Bestandsaufnahme“ und „Wunschbild“ als Hilfsmittel der West-Ost-Umsiedlung. In: Neues Bauerntum. 32. Jg. (1940), Heft 2, S. 61–66.
- Ludwig Neundörfer: Die Bestandsaufnahme des deutschen Landvolks. Eine soziographische Darstellung im Dienste der Raumordnung. In: Raumforschung und Raumordnung. 4. Jg. (1940), Heft 7/8, S. 305–310.
- Ludwig Neundörfer: Ostmobilisierung deutschen Bauerntums. Vorbereitende Erhebungen und Entscheidungen in den Realteilungsgebieten. In: Neues Bauerntum. 32. Jg. (1940), Heft 4/5, S. 138–140.
- Ludwig Neundörfer: Die Aufgabe der Ortsbeschreibung in der Planung. In: Raumforschung und Raumordnung. 6. Jg. (1942), Heft 2/3, S. 51–63.
- Ludwig Neundörfer: Der Schlüchternplan. Ein praktischer Beitrag zur Flüchtlingsfrage. In: Soziale Welt. 1949, H. 1, S. 68–78.
- (Institut für Raumforschung, Hrsg.): Die Umsiedlung der Heimatvertriebenen in der Bundesrepublik Deutschland. Gutachten des Instituts für Raumforschung in Verbindung mit dem Soziographischen Institut an der Universität Frankfurt/M. Bad Godesberg: IfR 1951.
- Ludwig Neundörfer: Das soziographische Erhebungsverfahren. In: Institut zur Förderung öffentlicher Angelegenheiten e.V. (Hrsg.): Empirische Sozialforschung. Meinungs- und Marktforschung, Methoden und Probleme. Frankfurt/M.: Metzner 1952.
- Ludwig Neundörfer: Die Sozialreform. Gelöste und ungelöste Probleme. Freiburg i.Br.: Herder 1957.
- Ludwig Neundörfer: Atlas sozialökomischer Regionen Europas. Frankfurt/M.: Soziographisches Institut an der Johann Wolfgang Goethe-Universität Frankfurt am Main 1961 ff